# Bąblowiec wielojamowy
Bąblowiec wielojamowy (Echinococcus multilocularis) – gatunek tasiemca (Cestoda) z rzędu Cyclophyllidea. Pasożyt wewnętrzny niektórych psowatych (zwłaszcza lisów, czasami także psa domowego), jeden z kilku gatunków wywołujących chorobę zwaną bąblowicą (echinokokoza, łac. echinococcosis cystica). Człowiek może być jego żywicielem przypadkowym.
Pasożyt ten został zaklasyfikowany jako jeden z dwóch (obok zarodźca sierpowatego) najbardziej niebezpiecznych dla człowieka według Rozporządzenia Ministra Środowiska z dnia 29 listopada 2002 r. w sprawie listy organizmów patogennych (Dz.U. z 2002 r. nr 212, poz. 1798). Jest także najgroźniejszym gatunkiem ludzkiego pasożyta na półkuli północnej. Wywoływana przez niego postać bąblowicy (echinokokoza wielokomorowa, łac. echinococcosis alveolaris) charakteryzuje się śmiertelnością wynoszącą 30–80%, zaś jej obraz kliniczny wykazuje cechy nowotworu złośliwego z przerzutami. Jego jaja są bardzo odporne na niskie temperatury, potrafią przeżyć 96 godzin w −70 °C oraz nawet 54 dni w −27 °C.

## Morfologia
Dojrzały osobnik dorasta średnio do 2 mm długości (maksymalnie 3 mm). Jego taśma (strobila) zazwyczaj składa się z 4 proglotydów (choć może ich być 3–5). Ostatni człon (proglotyd maciczny) jest krótszy od pozostałej części strobili i mieści w sobie 200–600 jaj o średnicy około 40 μm, zawierających onkosfery. Macica jest workowata, bez bocznych uwypukleń (odgałęzień). Główka (scolex) ma ryjek z podwójnym wieńcem haczyków.

## Ekologia

### Występowanie
Występuje głównie na półkuli północnej. Jego naturalne ogniska epidemiologiczne skorelowane są z zasięgiem występowania jego żywicieli. W Europie, jak dotąd, odnotowano go w: Belgii, Holandii, Francji (wschodnia część kraju), we Włoszech, w Szwajcarii, Austrii (zachodnia część kraju), Niemczech (południowa część kraju), Liechtensteinie, Danii, Czechach, na Słowacji, w Polsce, na Węgrzech, Ukrainie, Litwie, w Estonii oraz Turcji. Poza Europą występuje m.in. na Syberii, w Japonii i północno-zachodnich Chinach (prowincje Gansu, Syczuan, Ningxia) oraz w Ameryce Północnej (Kanada i północna część USA wraz z Alaską). Jego obecność stwierdzono również na norweskim Spitsbergenie, gdzie został zawleczony wraz z zarażonymi nornikami północnymi.
W Polsce w latach 1990–1999 zdiagnozowano łącznie 11 przypadków echinokokozy wielokomorowej (najwięcej w okolicach Pucka, Kętrzyna, Giżycka i Białowieży). Wówczas najwyższa chorobowość wśród lisów rudych występowała w północnej oraz północno-wschodniej części kraju i wynosiła około 5%. W latach 2002–2006 przebadano 2500 lisów z różnych części Polski, wykazując znacznie wyższy odsetek zarażonych zwierząt (wynikający najprawdopodobniej z powodu wzrostu liczebności populacji). Wskaźnik ten był najwyższy w województwach: warmińsko-mazurskim (39,6%), podkarpackim (36,8%), małopolskim (20,1%) oraz mazowieckim (13,5%). Lokalnie, na niektórych obszarach województwa warmińsko-mazurskiego (powiat bartoszycki, kętrzyński, olecki, gołdapski, działdowski i nidzicki), podkarpackiego (powiat sanocki i leski) oraz małopolskiego (powiat nowotarski) odsetek zakażonych lisów wynosił nawet 50–70%.

### Cykl życiowy

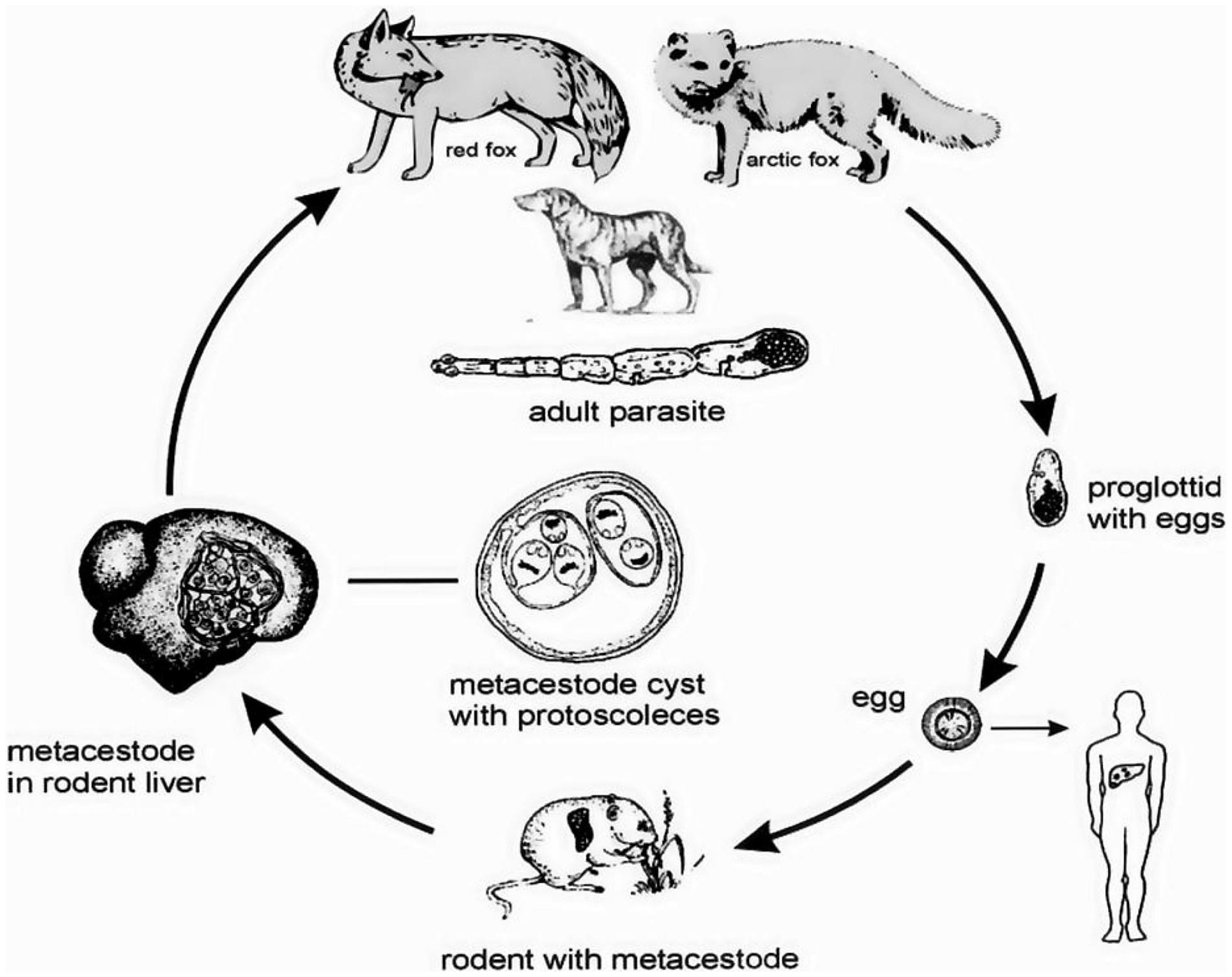
Cykl życiowy bąblowca wielojamowego

Jego żywicielami ostatecznymi są przeważnie lisy z rodzaju Vulpes (najczęściej lis rudy i lis polarny, rzadziej lis stepowy i lis tybetański) albo inne psowate występujące na półkuli północnej (wilk szary, jenot azjatycki, kojot preriowy, szakal złocisty oraz pies domowy), rzadziej koty (m.in. kot domowy, żbik europejski i różne gatunki rysi). Dorosłe osobniki pasożytują w jelicie cienkim, gdzie proglotydy maciczne oddzielają się od reszty strobili, a następnie, poruszając się aktywnie, wydostają się przez odbyt na powierzchnię skóry żywiciela. Pełzając w sierści zwierzęcia, proglotydy uwalniają jaja zawierające onkosfery, które są formą inwazyjną dla żywiciela pośredniego, zdolną do zakażenia nawet bezpośrednio po opuszczeniu organizmu żywiciela ostatecznego. Przy odpowiedniej wilgotności oraz braku żywiciela pośredniego, mogą one jednak przetrwać w środowisku zewnętrznym nawet rok.
Żywicielami pośrednimi są z reguły drobne gryzonie z rodziny karczowników (najczęściej karczownik ziemnowodny, nornik zwyczajny, nornica ruda i piżmak amerykański), człowiek może być natomiast żywicielem przypadkowym. Do zakażenia dochodzi najczęściej poprzez spożycie pokarmu (m.in. borówek i innych owoców leśnych) zanieczyszczonego kałem zawierającym jaja z onkosferami (tzw. cykl leśny). U człowieka sporadycznie zakażenie powstaje również wskutek bezpośredniego kontaktu z zakażonym psem lub kotem (tzw. cykl synantropijny). W jelicie cienkim onkosfery uwalniają się z jaj, a następnie przedostają się do miąższu wątroby, gdzie wytwarzają wypustki otoczone oskórkiem. Te natomiast rozprzestrzeniają się wzdłuż naczyń krwionośnych, pozostawiając na swej drodze liczne, początkowo drobne (0,5–10 mm), jednak dość szybko rosnące pęcherzyki, z których zazwyczaj po 2–3 tygodniach (maksymalnie po 8 tygodniach) powstają z komory z protoskoleksami, wypełnione galaretowatą masą (u człowieka ich średnica wynosi od kilku do kilkunastu centymetrów). Organizm żywiciela nie otacza ich łącznotkankową błoną, co ułatwia ich wzrost. Z wątroby, za pośrednictwem naczyń krwionośnych, pasożyt może dawać przerzuty do płuc, a niekiedy również do mózgu. Zakażenie żywiciela ostatecznego następuje wskutek upolowania i zjedzenia zakażonego żywiciela pośredniego. 